# 毛珵
毛珵（1452年—1533年），字貞甫，號礪菴，直隸吳縣（今屬蘇州市）人。明朝政治人物。官至都察院右副都御史，巡撫鄖陽。

## 生平
成化十三年（1477年）丁酉科應天府鄉試第七十九名，成化二十三年（1487年），登丁未科會試第十二名，廷試第二甲第九十四名進士，授南京工科給事中，以疾告归。起户科给事中，言尚書马文升不宜久居本兵之地，尋奉使岭南清储，升兵科右，出为山東右參議，以疾乞休，正德元年（1506年）五月进浙江右参政致仕。十一年八月以荐起南京鴻臚寺卿，遷南太僕寺卿，十五年十二月升都察院右副都御史、撫治鄖陽，提督軍務。世宗继位，自陈乞罢，遂致仕歸。卒年八十二。

## 家族
曾祖毛顯卿；祖父毛以義；父毛僎，前母俞氏；何氏。玄孫毛堪。

## 墓葬
毛珵墓在吳縣天池山寂鉴寺南，今屬吳中區藏書鎮。玄孙通政使赠工部侍郎堪祔。現為蘇州市文物保護單位。